# Bill Hall (baseball, 1979)
Pour les articles homonymes, voir Bill Hall et Hall.
William Hall (né le 28 décembre 1979 à Nettleton, Mississippi, États-Unis) est un ancien joueur américain de baseball évoluant en Ligue majeure de baseball.
Considéré comme un joueur d'utilité, Hall est à l'origine un joueur d'arrêt-court qui peut évoluer tant à cette position qu'à celles de deuxième but, troisième but ou voltigeur.

## Carrière

### Débuts
Après des études secondaires à la Nettleton High School de Nettleton (Mississippi), Bill Hall est drafté le 2 juin 1998 par les Brewers de Milwaukee au sixième tour de sélection. Il perçoit un bonus de 500 000 dollars à la signature de son premier contrat professionnel le 7 juin 1998.
Hall passe cinq saisons en Ligues mineures avant d'effectuer ses débuts en Ligue majeure le 1er septembre 2002 avec Milwaukee.

### Brewers de Milwaukee
Auteur de 53 points produits en 126 matchs en 2004, il augmente sa production à 62 points produits l'année suivante, tout en claquant 17 coups de circuit en 146 matchs et en haussant à ,291 sa moyenne au bâton.
En 2006, il établit de nouveaux records personnels en offensive avec 35 coups de circuit et 85 points produits.
Hall prolonge son contrat chez les Brewers pour quatre saisons contre 24 millions de dollars le 5 février 2007 avec une option pour 2011 à 9,25 millions de dollars.
De 2004 à 2008, Hall ne produit jamais moins de 53 points en une saison, mais un temps de jeu limité (128 matchs) font chuter en 2008 sa production à 15 circuits et 55 points produits, considérablement moins que la saison précédente. Les spectateurs du Miller Park de Milwaukee le prennent souvent à partie pour ses lacunes en offensive et des rumeurs d'échange circulent. Il frappe deux coups sûrs en huit apparitions au bâton avec un point marqué dans la courte présence des Brewers en séries éliminatoires 2008, où l'équipe s'incline dès la première ronde face aux éventuels champions du monde, les Phillies de Philadelphie.
Sa saison 2009 est encore plus difficile : en 76 rencontres pour Milwaukee, il ne frappe que pour ,201 et a déjà fait un séjour forcé à Nashville, le club-école des Brewers en ligue mineure.

### Mariners de Seattle
Hall est échangé aux Mariners de Seattle le 19 août 2009 en retour du joueur de Ligues mineures Ruben Flores.
Il conclut l'année en jouant 34 parties sous les couleurs des Mariners, pour une moyenne au bâton d'à peine ,200 avec l'équipe, ce qui lui confère une moyenne au bâton de ,201 pour l'ensemble de la saison de baseball 2009.

### Red Sox de Boston
Hall est ensuite échangé aux Red Sox de Boston le 7 janvier 2010 contre Casey Kotchman.
Il s'impose alors comme joueur d'utilité et rend de bons services aux Red Sox, dont l'alignement est décimé par les blessures tout au long de la saison 2010. Hall joue 120 matchs, surtout au champ extérieur et au deuxième but. Il frappe 18 circuits et fait marquer 46 points.

### Astros de Houston
Devenu agent libre en novembre 2010, il signe en décembre un contrat d'un an pour trois millions de dollars avec les Astros de Houston. En 46 parties pour les Astros en 2011, le vétéran ne frappe que pour ,224 de moyenne au bâton avec 55 retraits sur des prises contre seulement huit buts-sur-balles. Les Astros brisent son contrat le 4 juin.

### Giants de San Francisco
Le 11 juin 2011, les Giants de San Francisco mettent Hall sous contrat pour pallier la blessure du joueur de deuxième but Freddy Sanchez. Il ne joue que 16 matchs, présentant une anémique moyenne au bâton de ,158. Sa moyenne est de ,211 pour l'année avec San Francisco et Houston, avec deux circuits et 14 points produits.

### Yankees de New York
Le 8 février 2012, Hall signe un contrat des ligues mineures avec les Yankees de New York. Il est libéré le 4 avril, au terme de l'entraînement de printemps.

### Orioles de Baltimore
Le 25 avril 2012, Hall signe chez les Orioles de Baltimore. Il ne dispute que 7 parties avec le club en 2012.
Il joue l'entraînement de printemps 2013 avec les Angels de Los Angeles mais est retranché le 22 mars. Le 6 avril, les Angels le remettent toutefois sous contrat et l'assignent aux ligues mineures.

## Statistiques
En saison régulière
| Statistiques de frappeur |           |     |      |     |     |     |    |     |     |    |       |
| Saison                   | Équipe    | J   | AB   | R   | H   | 2B  | 3B | HR  | RBI | SB | BA    |
| 2002                     | Milwaukee | 19  | 36   | 3   | 7   | 1   | 1  | 1   | 5   | 0  | .194  |
| 2003                     | Milwaukee | 52  | 142  | 23  | 37  | 9   | 2  | 5   | 20  | 1  | .261  |
| 2004                     | Milwaukee | 126 | 390  | 43  | 93  | 20  | 3  | 9   | 53  | 12 | .238  |
| 2005                     | Milwaukee | 146 | 501  | 69  | 146 | 39  | 6  | 17  | 62  | 18 | .291  |
| 2006                     | Milwaukee | 148 | 537  | 101 | 145 | 39  | 4  | 35  | 85  | 8  | .270  |
| 2007                     | Milwaukee | 136 | 452  | 59  | 115 | 35  | 0  | 14  | 63  | 4  | .254  |
| 2008                     | Milwaukee | 128 | 404  | 50  | 91  | 22  | 1  | 15  | 55  | 5  | .225  |
| 2009                     | Milwaukee | 76  | 214  | 22  | 43  | 12  | 0  | 6   | 24  | 1  | .201  |
| 2009                     | Seattle   | 34  | 120  | 10  | 24  | 8   | 1  | 2   | 12  | 1  | .200  |
| 2010¹                    | Boston    | 30  | 69   | 7   | 13  | 1   | 0  | 3   | 8   | 1  | .188  |
| Totaux                   | Totaux    | 895 | 2865 | 387 | 714 | 186 | 18 | 107 | 387 | 51 | 0,249 |

- ¹: au 24 mai 2010.

En séries éliminatoires
| Statistiques de frappeur |           |   |    |   |   |    |    |    |     |    |       |
| Saison                   | Équipe    | J | AB | R | H | 2B | 3B | HR | RBI | SB | BA    |
| 2008                     | Milwaukee | 3 | 8  | 1 | 2 | 0  | 0  | 0  | 0   | 0  | .250  |
| Totaux                   | Totaux    | 3 | 8  | 1 | 2 | 0  | 0  | 0  | 0   | 0  | 0,250 |

Note: J = Matches joués; AB = Passages au bâton; R = Points; H = Coups sûrs; 2B = Doubles; 
3B = Triples; HR = Coup de circuit; RBI = Points produits; SB = buts volés; BA = Moyenne au bâton.